# Gare de Lingolsheim
Gare de Lingolsheim – przystanek kolejowy w Lingolsheim, w departamencie Dolny Ren, w Alzacji, we Francji. Jest zarządzany przez SNCF.

## Położenie
Znajduje się na linii Strasburg – Saint-Dié, na km 5,205, między stacjami Strasbourg-Roethig i Holtzheim, na wysokości 148 m n.p.m.

## Historia
Stacja Lingolsheim zbudowana została 29 września 1864 przez Compagnie des chemins de fer de l’Est, kiedy otwarto jednotorową linię ze Strasburga do Barr z "Strasburgu Barr, w Mutzig i Wasselonne ".

## Linie kolejowe
- Strasburg – Saint-Dié